# MTV Dania
MTV Dania (duń. MTV Danmark, ang. MTV Denmark) – muzyczny kanał telewizyjny w języku duńskim, należący do koncernu Viacom i zarządzany w ramach sieci Viacom International Media Networks. Jest adresowany do widzów w Danii i na Wyspach Owczych, choć działa w oparciu o brytyjską koncesję, a jego centrum emisyjne znajduje się w Sztokholmie. Jest kanałem płatnym, oferowanym przez zdecydowaną większość duńskich sieci kablowych i platform cyfrowych. Przekaz satelitarny jest kodowany.
Stacja powstała w 2005 roku, kiedy to nadawca zdecydował o zastąpieniu dotychczasowego panskandynawskiego kanału MTV Nordic czterema kanałami lokalnymi: dla Danii, Norwegii, Szwecji i Finlandii. 

## Prezenterzy i programy
Do duńskich prezenterów MTV należą Anne Lindfjeld, Christine Roloff czy Freya Christine Clausen. Prowadzą oni takie lokalne programy jak: 
- MTV News
- Fusion Chart,
- Spanking New
- Headbangers Ball
- Transistor (Daily Live Request Show)